# Tramwaje w Gagrze
Tramwaje w Gagrze – zlikwidowany system tramwajowy w abchaskim mieście Gagra.

## Historia
W Gagrze tramwaje uruchomiono w 1903. Były to tramwaje konne o rozstawie toru 1000 mm. Linia tramwajowa zaczynała się przy hotelach w centrum, a kończyła nad brzegiem morza Czarnego. Linię tramwajową zlikwidowano w 1918.